# Port Olona
Port Olona est le port de plaisance de la ville des Sables-d'Olonne.

## Port de plaisance

### Situation
Il est situé à quelques centaines de mètres du centre-ville des Sables-d'Olonne, à l'entrée de La Chaume. Il est créé à partir de 1975, sur des terrains gagnés sur les marais qui entouraient le fond du port. Plus précisément, ce port est installé à l'emplacement de vasières du bassin des Chasses, en arrière de la Cabaude, le port de commerce des Sables-d'Olonne. 
Ouvert en 1978, il est loti par des promoteurs. Sa  création est une  étape importante de la mise en tourisme des Sables-d'Olonne.

### Capacité et équipements
Port Olona est créé avec une capacité d'environ 600 places, augmentée depuis. Il dispose de 1 400 places de pontons. En 2022, la ville des Sables-d'Olonne réfléchit à un projet concernant Port Olona, défini par un schéma directeur et intitulé Port Olona 2040,. Il s'agit, en concertation avec les usagers, de permettre le développement du port sans augmenter le nombre de places à flot et de créer un village d'entreprise.
Dans le cadre de ce projet, un port à sec pour les propriétaires de bateaux de moins de 8 mètres est opérationnel dès l'été 2022 pour désengorger le port à flot,,. 
Chaque embarcation est rangée sur des racks équipés de bastaings en bois situés non loin de l’écluse de la Rocade. 112 places sont proposées réparties sur 2 structures disposant chacune de 3 rangées de racks.

## Centre de formation
Depuis 1994, Port Olona abrite un centre de formation aux métiers de la mer, dans lequel la marine nationale a implanté en 1995 le centre de préparation militaire Marine Clovis Jousseaume.

## Événements
Parmi les manifestations nautiques qui ont  lieu à Port Olona, la plus connue est le Vendée Globe,. Le départ du Vendée Globe est un événement important, qui attire les foules sur les quais de Port Olona. On compte jusqu'à trois millions de visiteurs dans les semaines qui précèdent le départ.
Port Olona accueille également le départ du Golden Globe Race, de la Vendée-Arctique-Les Sables-d'Olonne et des 1 000 milles des Sables, l'arrivée de la New York Vendée - Les Sables d'Olonne, ainsi que des étapes de la Solitaire du Figaro et la Course Croisière EDHEC en 1986, 1991, 1994, 1997, 1999, 2002, 2005, 2008, 2014, 2019 et 2024.

Port Olona et le Vendée Globe
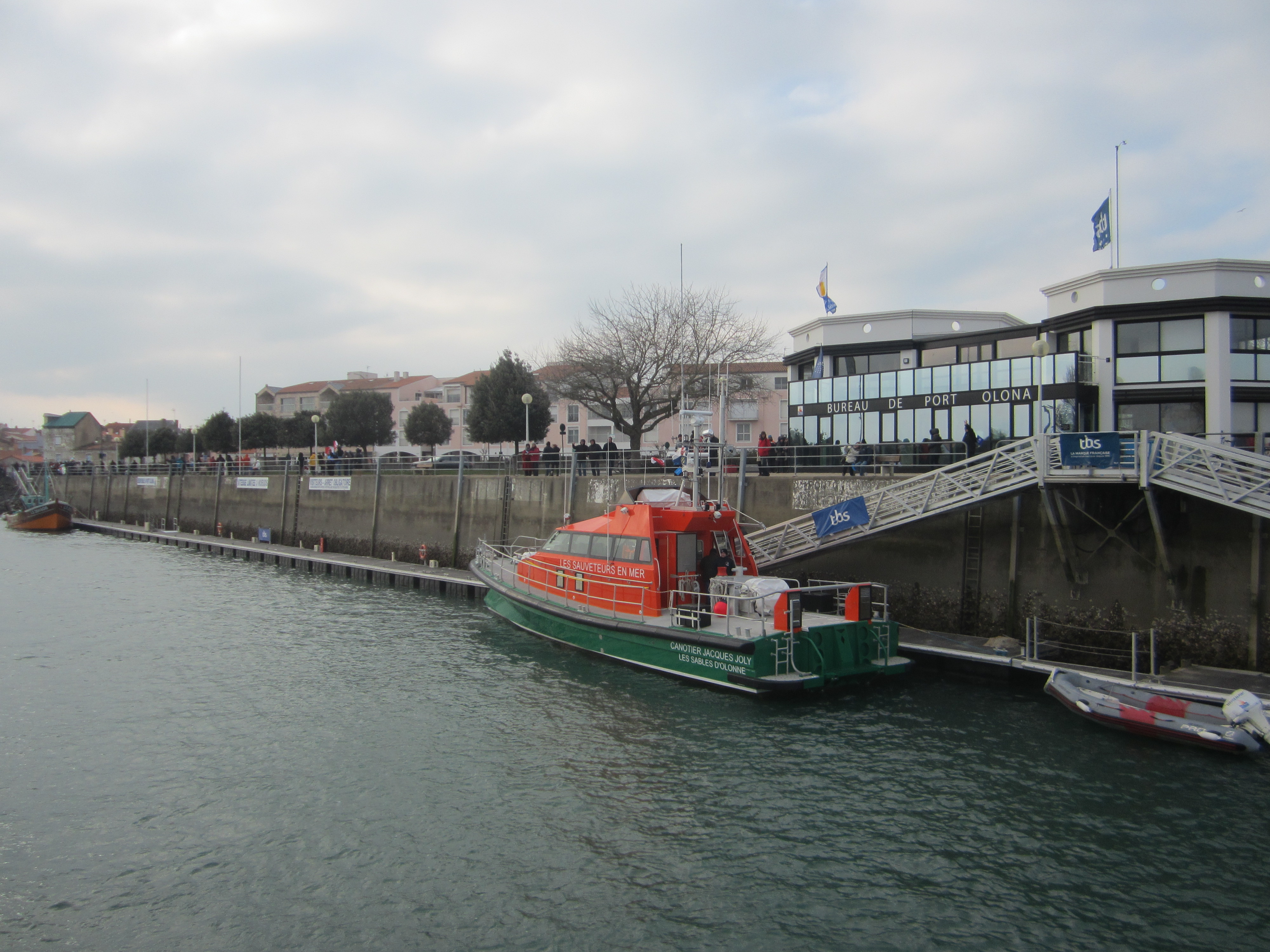
Capitainerie de Port Olona
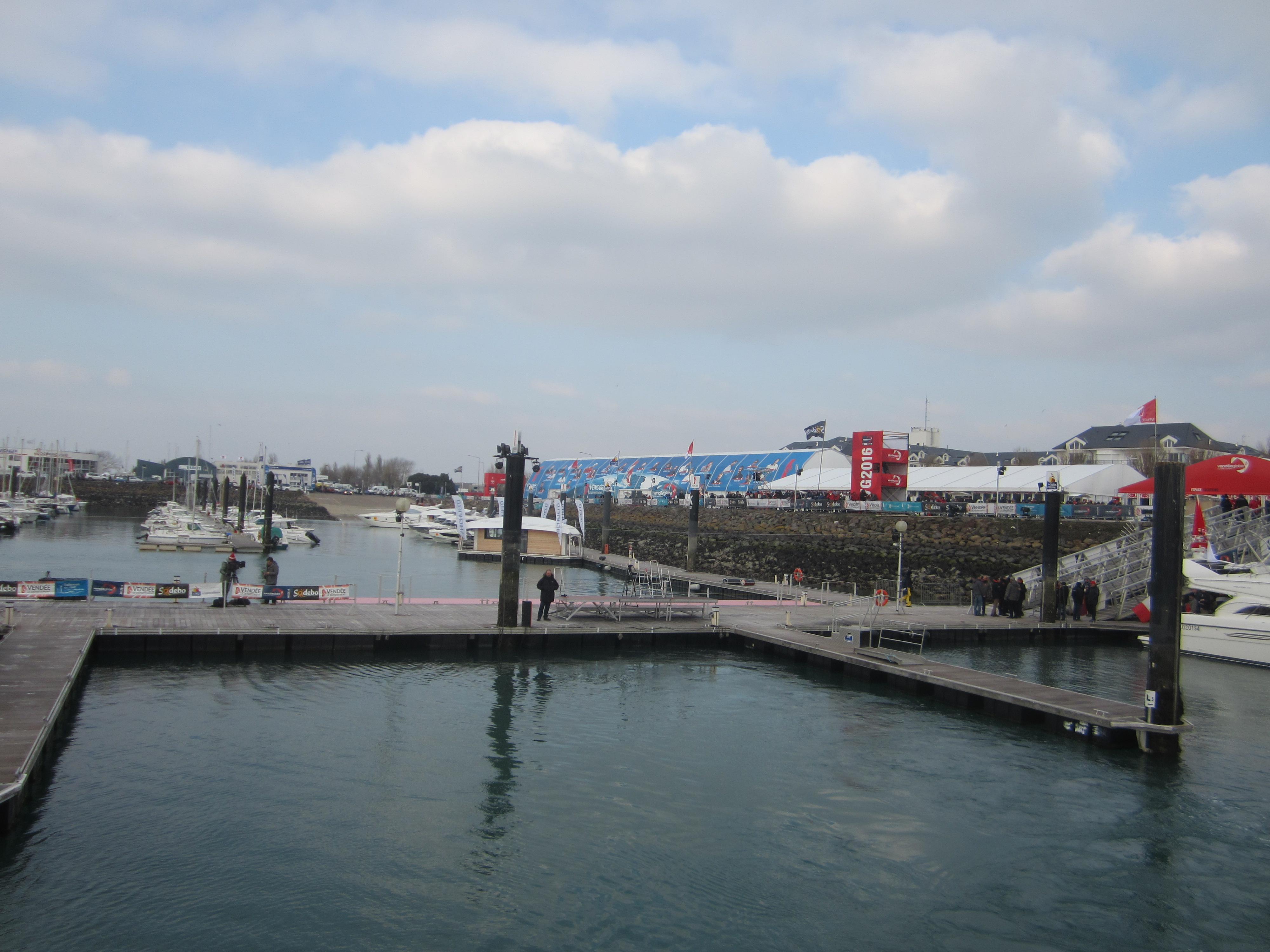
Ponton du Vendée Globe à Port Olona et village du Vendée Globe
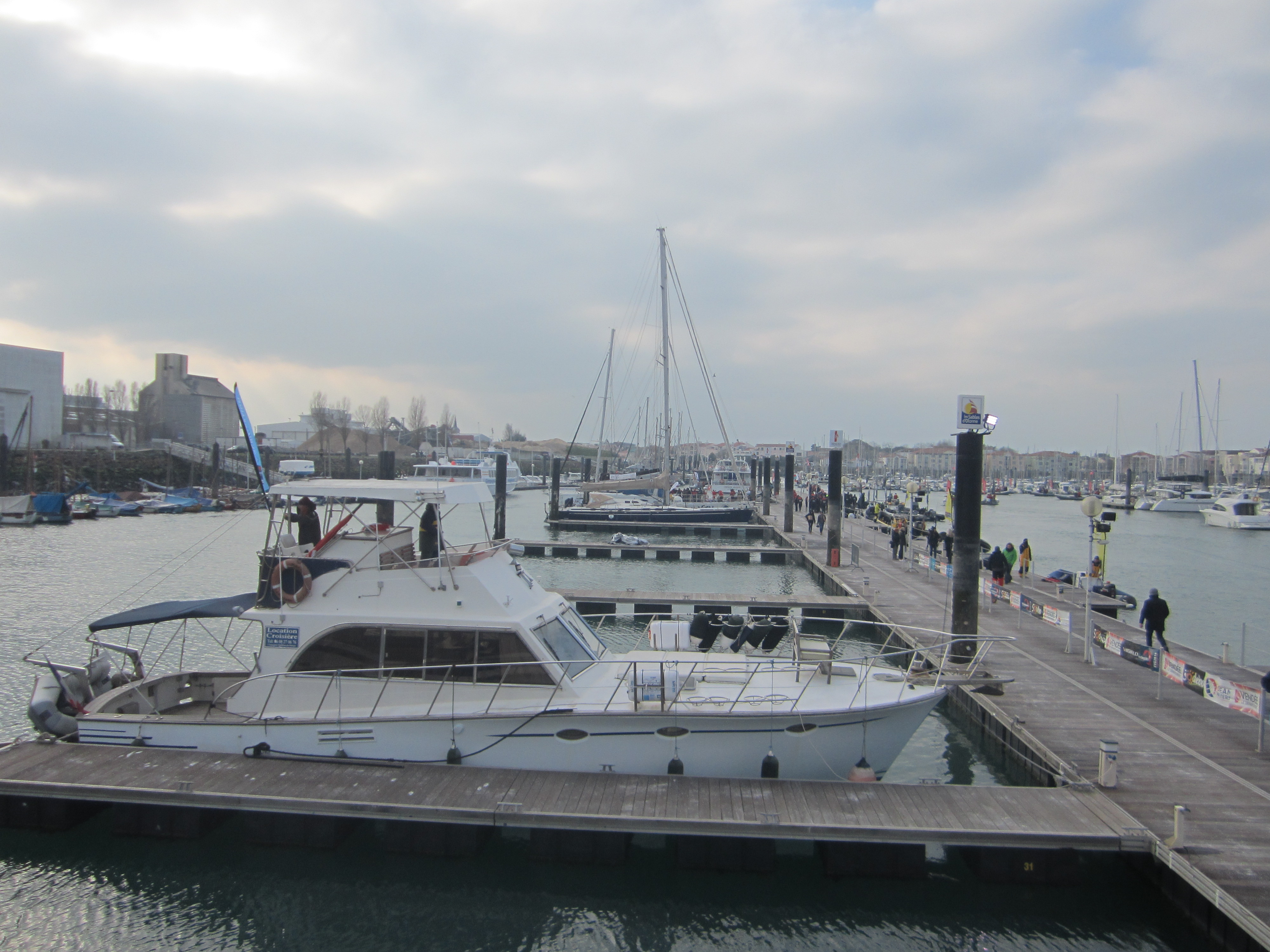
Ponton du Vendée Globe à Port Olona
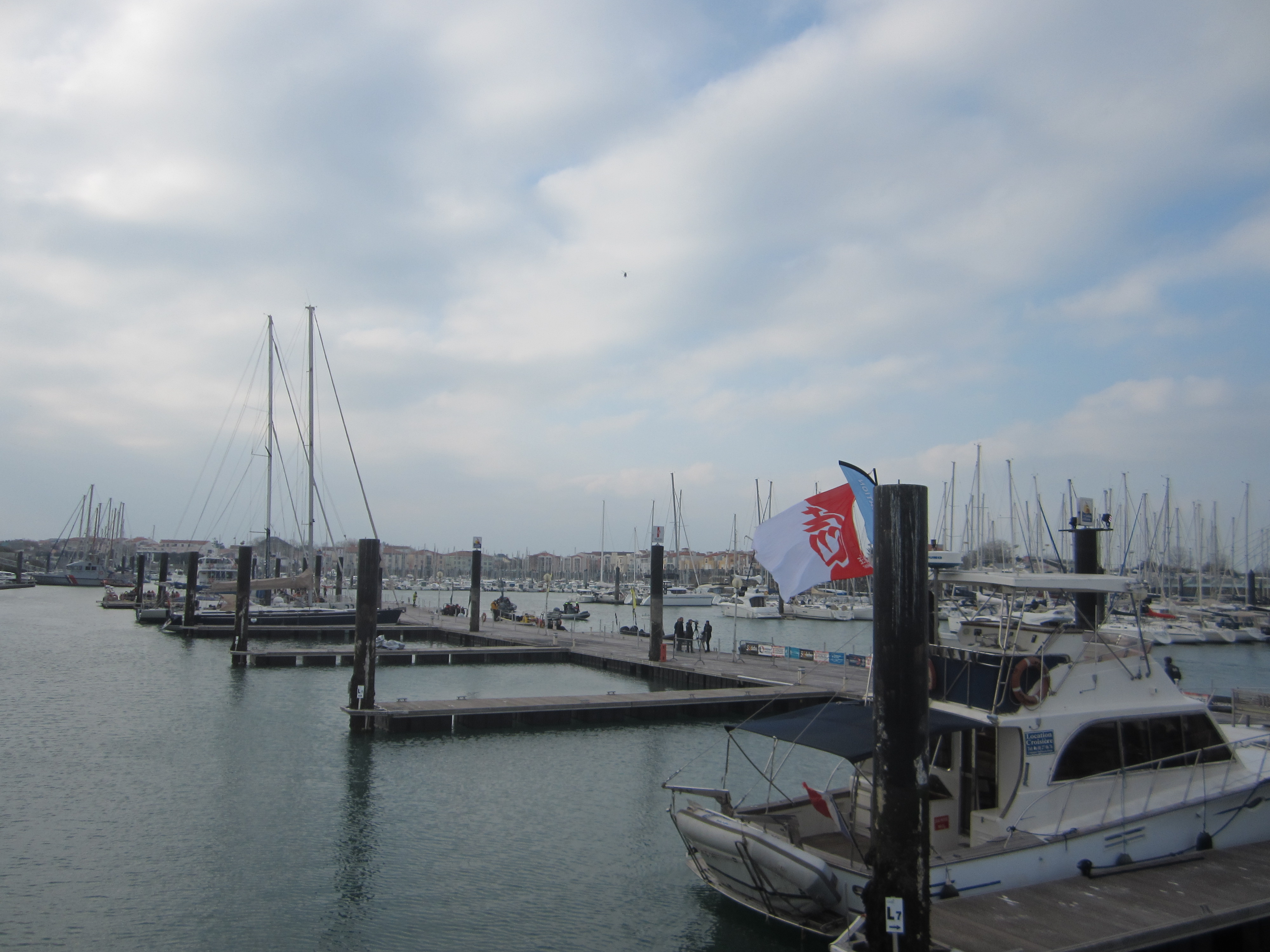
Ponton du Vendée Globe à Port Olona